# Жетиген (станція)
43°41′19″ пн. ш. 77°07′34″ сх. д. / 43.6886978° пн. ш. 77.1261797° сх. д.
Жетиген (каз. Жетіген; рос. Жетыген) — станція Алма-Атинської дирекції Казахстанської залізниці. Залізничний вузол. Розташована в однойменному селі Ілійського району Алматинської області.
Від станції відходять лінії:
- на Актогай (514 км);
- на Алма-Ату I (43 км);
- на Цзінхе (до казахсько-китайського кордону — 293 км).

Станція відкрита в 1931 році на лінії Алма-Ата I — Актогай. У 2011 році відкрита новозбудована залізниця Жетиген — Хоргос — Цзінхе, яка стала другою залізницею, що з'єднала Казахстан з Китаєм.
| Казахстан | Це незавершена стаття з географії Казахстану. Ви можете допомогти проєкту, виправивши або дописавши її. |